# HD76273
HD76273 — хімічно пекулярна зоря спектрального класу A2, що має видиму зоряну величину в смузі V приблизно  7,0.
Вона  розташована на відстані близько 393,9 світлових років від Сонця.